# Surat Thani
Surat Thani (in thailandese สุราษฎร์ธานี) è una città maggiore (thesaban nakhon) della Thailandia di 131 599 abitanti. È la principale città della Provincia di Surat Thani, nel gruppo regionale della Thailandia del Sud. Il territorio comunale occupa una parte del Distretto di Mueang Surat Thani, che è il capoluogo provinciale.

## Geografia fisica

### Territorio
Surat Thani si trova in un territorio pianeggiante lungo la costa orientale della penisola malese ed è attraversata dal fiume Tapi, che sfocia nella baia di Bandon nei sobborghi settentrionali della città. È 617 km a sud della capitale Bangkok e 361 km a nord del confine con la Malesia.

### Clima
La temperatura media mensile massima è di 35°, e si ha ad aprile, durante la stagione secca, con picchi di 40°, mentre la minima è di 21°, e si registra a gennaio e febbraio, nella stagione fresca, con picchi di 16° a febbraio. La media massima mensile delle precipitazioni piovose è di 329,9 mm in novembre, nella stagione delle piogge, con un picco giornaliero di 283 mm in novembre. La media minima mensile è di 12,3 mm in febbraio.

## Storia
La città fu battezzata con il nome attuale nel 1915.

## Monumenti e luoghi d'interesse
In città non vi sono monumenti di particolare interesse; viene utilizzata principalmente dai turisti come porto d'imbarco per recarsi nelle isole di Koh Samui, Koh Phangan e Koh Tao.

## Infrastrutture e trasporti

### Trasporti urbani
I porti, la stazione e l'aeroporto sono collegati al centro cittadino da autobus urbani, taxi e minivan. I trasporti in città sono affidati soprattutto a mototaxi, tuk-tuk e songthaew.

### Autobus interurbani
Vi sono in città tre stazioni degli autobus, in quella principale vi sono quelli da/per il Bus Terminal meridionale Sai Tai Mai di Bangkok, in quella di Talaat Kaset 1 vi sono quelli che collegano Surat ad altre località della provincia, mentre in quella di Talaat Kaset 2 vi sono autobus e minivan per altre località fuori dalla provincia.

### Ferrovie
I 10 treni giornalieri che collegano la stazione di Hua Lamphong di Bangkok al sud della Thailandia si fermano nella stazione di Surat Thani, situata nel distretto di Phun Phin, a 13 km dal centro città.

### Porti
Le navi notturne che collegano Surat con le isole di Koh Tao, Koh Phangan e Koh Samui partono dal porto di Bandon, nei pressi del centro. Le navi diurne, i traghetti e gli aliscafi per queste isole partono dai porti di Thathong, nella periferia nord, e di Don Sak, 65 km ad est di Surat.

### Aeroporti
L'aeroporto di Surat Thani si trova 21 km ad ovest del centro città. A tutto il maggio del 2017, era servito dalle compagnie Thai Lion Air, (voli per Bangkok), Nok Air (Bangkok), Thai AirAsia (Bangkok e Chiang Mai), Thai Smile (Bangkok), Thai Airways (Bangkok) e Spring Airlines (Chengdu e Shanghai).